# コッラディーノ
コッラディーノ（Corradino, 1252年3月25日 - 1268年10月29日）は、ホーエンシュタウフェン朝のシチリア王、エルサレム王（在位：1254年 - 1268年）。コンラディン（コンラーディン・コンラート）とも呼ばれる。まれにローマ王コンラート5世とも通称される。
父はシチリア王コッラード（ローマ王コンラート4世）、母はバイエルン公兼ライン宮中伯オットー2世の娘エリーザベト。

## 概要
1254年、父が没してシチリア王を継いだがローマ王位は継承できず、神聖ローマ帝国は大空位時代を迎えた。幼少であったため、母方の叔父のバイエルン公兼ライン宮中伯ルートヴィヒ2世に保護された。
1266年、父方の叔父マンフレーディが敗死するとイタリアに侵攻し、シャルル・ダンジューと戦ったが、1268年8月23日、タリアコッツォの戦いで敗れる。いったん、皇帝派が多勢いるピサに逃亡しようと試みるが、トッレ・アストゥーラにて捕縛され、幽閉された。
その後ナポリに移され、10月29日、バーデン辺境伯フリードリヒ1世ら7人と共に死刑執行人ドメニコ・プンツォの手によってメルカート広場で斬首され、彼の死によって、ホーエンシュタウフェン朝は完全に滅びた。
1351年、斬首刑が行われた場所にサンタ・クローチェ・アル・メルカート教会が建てられた。